# Ієронім Босх
Ієронім Антоніссун ван Акен (нід. Jheronimus Anthonissoen van Aken), більше відомий як Ієро́нім Босх (або Гієро́нім; нід. Hiëronymus Bosch, МФА: [ɦijeːˈroːnimʏs ˈbɔs]), Єронім, Єру́н (нід. Jeroen Bosch, МФА: [jəˈrun ˈbɔs]; чи Єрун ван Акен; близько 1450, Гертогенбос — 9 серпня 1516, там само) — нідерландський живописець, один з найвідоміших майстрів Північного Відродження.

## Життєпис
До нашого часу майже не збереглося свідчень про життя великого Ієроніма Босха (не зосталося навіть портрета Ієроніма — перший з них датується серединою XVI століття). Це свідчить про статус художника в тогочасному суспільстві — Босх був ремісник, хоча мав кількох учнів, а після його смерті склався цілий напрям художників, що копіювали його техніку живопису.
Народився приблизно 1450 року в родині спадкових художників. Родина ван Акенів жила у Гертогенбосі (нині — провінція Північний Брабант) від 1399 року, коли до міста переїхав купець Ян ван Акен, який був родом з німецького міста Аахена). Його нащадки належали до ремісничо-торгівельного бюргерства, міського патриціату. Головною подією провінційного торгівельного містечка був щотижневий ярмарок. Будинок Босха стояв коло торгового майдану, що його відвідувачів він замальовував для своїх робіт.
Про діяльність Босха протягом 1478—1480 років немає відомостей. Гадають, що Ієронімус мандрував і навчався, можливо, у Гарлемі або Делфті. Окрім цього, відомостей про те, що Ієронім покидав Гертогенбос, немає. Складову частину географічної назви міста Ієронім обрав собі за псевдонім — Гертогенбос (нід. s-Hertogenbosch) — Бос (нід. Bosch).
За тогочасною традицією учень, що завершив навчання й дістав звання майстра, повинен був одружитися (це відомо й з біографії Дюрера). Ієронім у 1478—1480 роках (десь у тридцять років) одружився з Алейд Гояртс ван дер Мервей — дівчиною із заможної сім'ї. Батько був активним діячем релігійно-доброчинної спілки Нотр-Дам, що славила Богоматір. За іншою версією, Ієронім пристав до братства, коли одружився. Учасники спілки правили службу Божу, хресні ходи, художники малювали вівтарні образи й упорядковували каплиці на честь Богородиці. Особливою подією було спільне поїдання лебедя. Назву птаха теж пов'язували з цим братством, що є в Гертогенбосі й тепер. Достеменно відомо, що після посвяти художник носив рясу священнослужителя, а збори братства щонайменше двічі відбувалися в його будинку.
За документами батько Ієроніма Босха помер у 1478 році, залишивши добрий спадок. Батьків спадок і заможність дружининої родини звільнили Босха від необхідності заробляти на хліб щодня. Він став землевласником, певно, продавав городину, вирощену на його землі. Це вивільнило час для творчості та праці на замовлення. Дітей у художника не було. Помер Ієронім Босх у 1516 році.

## Творчість
Усі назви робіт Босха умовні, відомі тільки за списками збірок та музеїв, де вони зберігалися. Невідомо, як називав свої картини сам автор.

### Ранній період творчості
Більшість робіт Босха нині втрачено. Зокрема картини, що були виконані на замовлення церкви, розписи міського собору св. Іоанна, зруйнували протестанти під час руху Реформації. Науковець Чарльз Тольней у 1935 році запропонував хронологію робіт Босха, яку приймають з деякими уточненнями й тепер.
До ранніх робіт Босха Тольней відніс «Поклоніння волхвів» (1-й варіант), «Бенкет у Кані Галілейській», «Ессе homo», «Операція глупоти», «Фокусник», «Сім смертних гріхів». Їх створено десь у 1470–1480-ті роки. Французький науковець Жак Комб вважає роботу «Розп'яття» межею між раннім і середнім періодами творчості (датує 1475–1480-ми роками). Усі ці полотна сполучає наближеність до жанрових сцен, невеликі розміри, проста композиція, наявність на полотні небагатьох фігур, яскраві локальні кольори, новаторське перспективне рішення та манера пейзажу. Дослідники знаходять неточності в техніці живопису, що пояснюють раннім етапом творчості автора. З цього-таки етапу й робота «Човен дурнів».

#### «Операція глупоти»

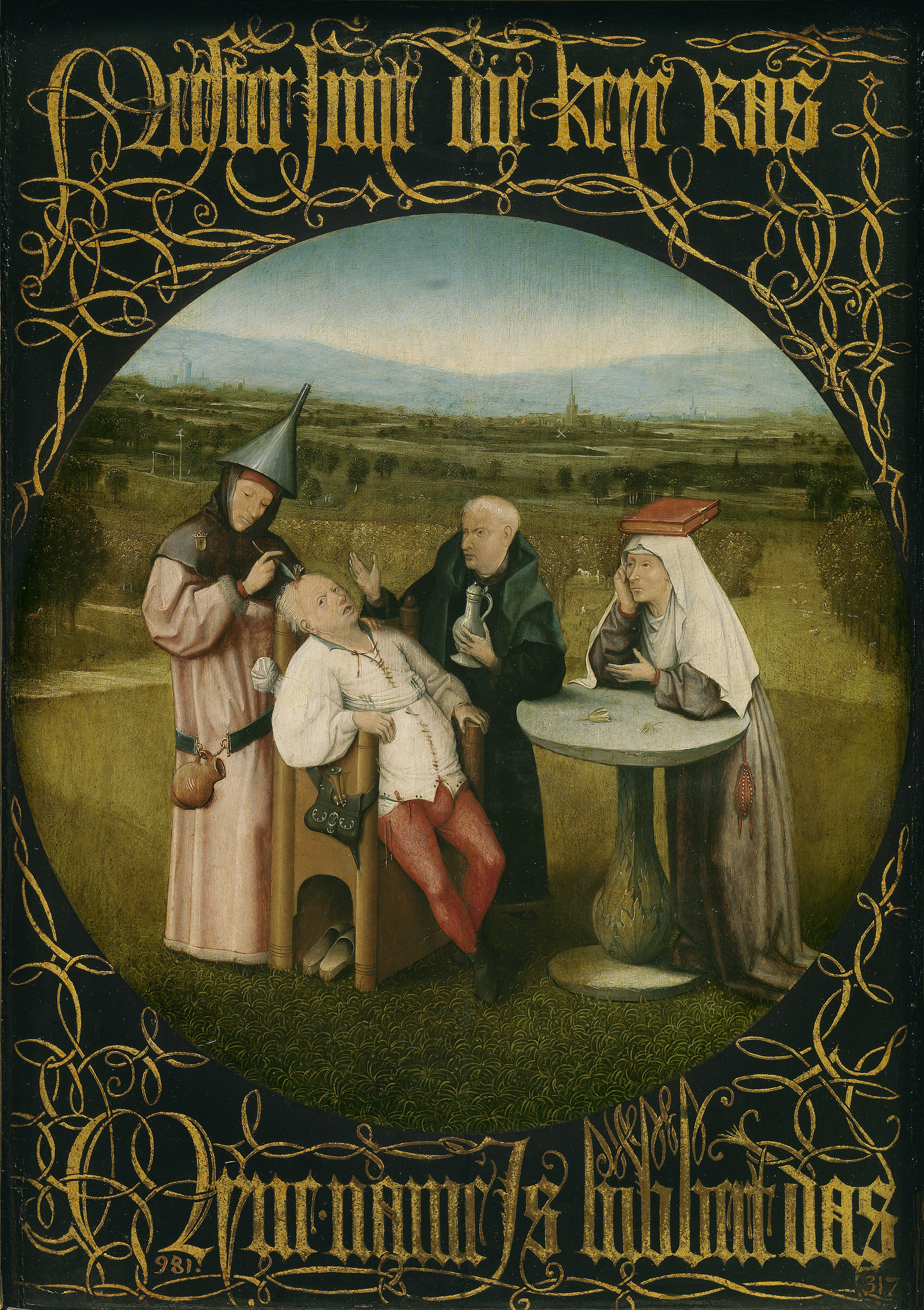
" Видалення каменю глупоти (Босх) " (48×35 см, Прадо, Мадрид)

На цій картині зображено операцію, яку начебто хірург із перевернутою лійкою на голові проводить просто неба. Навколо пацієнта за круглим столом сидять чернець із посудиною в руці та черниця із закритою книжкою на голові. Лікар дістає з голови пацієнта квітку тюльпана (ще одна лежить на столі). Тюльпан у середньовіччі вважався символом марнотратства, глупоти. Орнаментальний надпис свідчить: «Лікарю, вилучи камінь. Мене звати Лубберт Дас». Лубберт — загальна назва для простаків, дурників. Аргументом на користь авторства Босха свідчить характерний пейзаж на задньому плані.
Сюжет картини «Витягання каменя глупоти» (або «Операція глупоти») походить, певно, від нідерландського вислову «мати камінь в голові», що означало «бути нерозумним». У такому разі, зображене слід розуміти, як операцію, яку шарлатан-лікар проводить над дурнем-багатієм, що вірить у міфічний камінь глупоти. Закрита книга може означати помилкове, нещире знання.
За іншою версією, Босх висміював традиційного персонажа ринкового фарсу: зрадженого чоловіка-дурника. У такому разі жінка, що сидить за столом праворуч — його дружина.

#### «Весілля в Кані Галілейській»
Праворуч зображено Христа, що жестом перетворює воду в посудинах на вино. Проте загальна увага прикута до весілля, що відбувається ліворуч. Наречені сидять в оточенні гостей. На задньому плані на тацях подають лебедя й голову кабана. Чоловік на верхньому виступі проливає з посудини напій, чоловік знизу ловить краплі язиком.

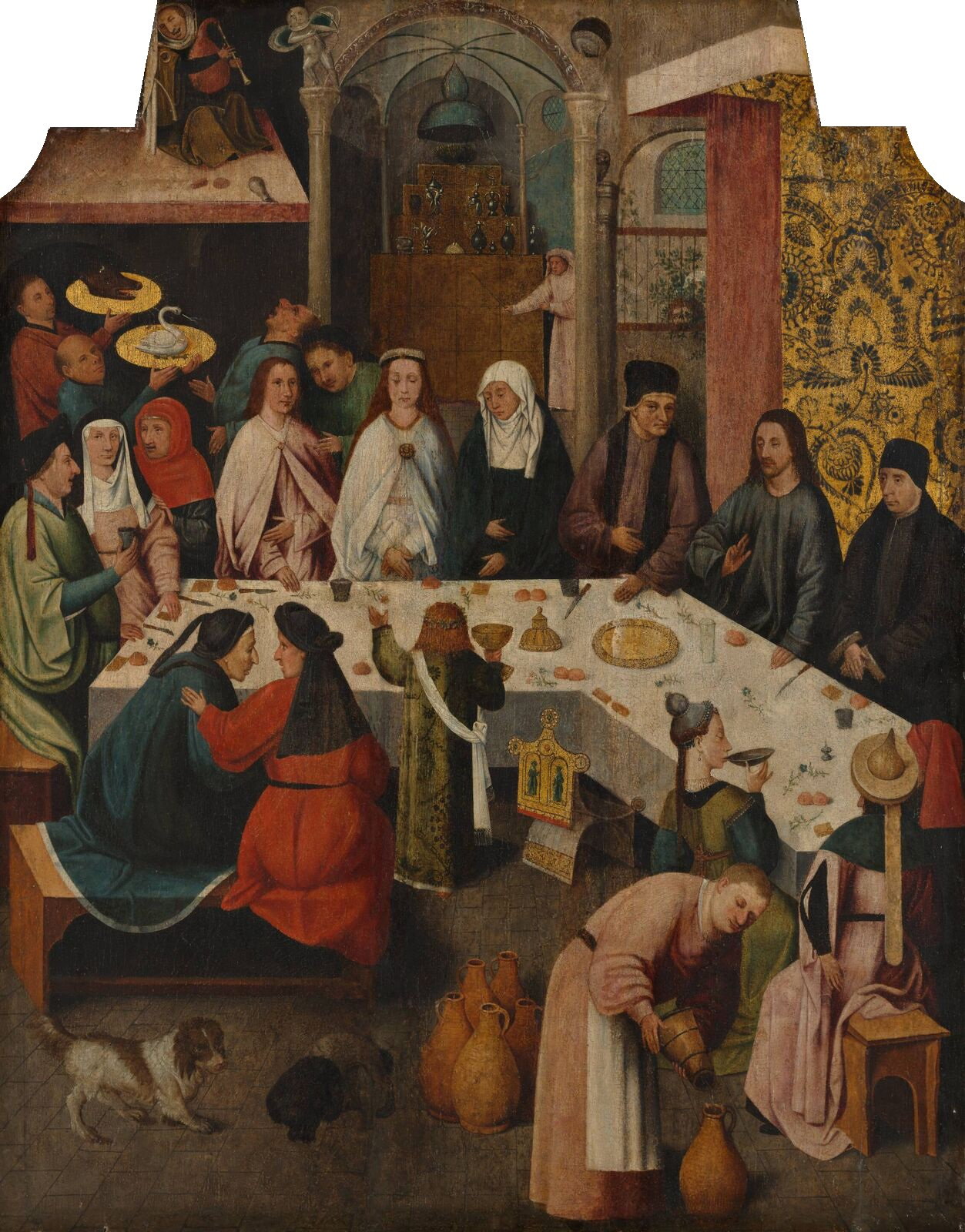
«Весілля в Кані Галилейській» (Музей Бойманс ван Бенінгена, Роттердам)

За однією версією, в картині Босх роздумував над таїнством весілля. Христос своєю присутністю благословив наречених. Символами вірності можуть слугувати два песики, що граються перед столом. На капітелях двох колон оживають амурчики (символи любові й нащадків у родині). Зменшена фігурка перед столом — розпорядник свята, що не має перекривати зображення наречених.
За іншою версією, художник осуджував людей, що не помічають справжнього дива у виконанні Христа. Фігури Христа й Богородиці не виділяються серед інших, гості не звертають на них уваги. Чарльз Тольней вважав кодом до сюжету картини слова з Біблії: «Не можете пити чашу Господню й чашу бісівську; не можете бути учасниками в трапезі Господній і в трапезі бісівській» (Перше послання до коринтян, Х, 21). У такому разі на полотні — контрастне протиставлення фальшивих див мага (фігура в рожевому на задньому плані, ймовірно, алхімік, що тримає в руках посудини) й справжнього дива Христа.
Жак Комб визначив головну тему як «підступи диявола, які він проводить, щоб закрити грішникам шлях до порятунку, щоб їхні очі не бачили, а вуха не чули».
Ніколас Бом, автор кінофільму BBC, присвяченого творчості Босха (1981 рік), висловив думку, що на картині поєднано три сюжети: власне диво перетворення води на вино, притча Христа про трапезу, куди запросили й добрих, і злих (два чоловіки сидять спинами до глядача, на них верхній одяг — свідчить про те, що вони тільки-но увійшли в приміщення) і притча про збирача податків (чоловік був невеликого зросту, тому заліз на дерево, щоб побачити Христа), якого зображено перед нареченими в зеленому одязі. Френгер свідчив, що весілля правиться за єретичним обрядом, що на картині зображено зібрання релігійної секти, чорна меса.
Досить значне місце у творчості Босха посідав осуд алхімії. Тоді церква ще не розглядала надзвичайно поширену алхімію як єресь. Але її заходи не схвалювали. Багато символів Босха алхімічні (алхімію символічно сполучали з гріхом, демонізмом). Наприклад, образи невідомих скляних посудин («Сім смертних гріхів», «Сад земних утіх»), а також багато образів, звичайних для того часу бестіаріїв — збірок зображень нечистих тварин — верблюдів, зайців, свиней, коней, лелек тощо. Уособленням людських гріхів було й зображення усіх птахів. Більші за людей розмірами, різноманітні птахи Босха дивують точністю відтворення й відкривають Босха як тонкого, допитливого спостерігача, видатного художника анімаліста. При цьому не затьмарюється символічне навантаження образів.

#### «Сім смертних гріхів»
Композиція складається з центральної частини: Ісус Христос, від якого розходяться промені, а далі в семи сегментах зображено сім смертних гріхів людини: марнославство (гординя), жадібність, гнів, хтивість (блуд), ненажерливість, зневіра та заздрість. По боках у чотирьох тондо зображено «Смерть», «Страшний суд» згори та «Рай» і «Пекло» внизу. У тондо зображено події, які стануться з людиною після її земного життя. Загалом композиція твору скидається на Всевидюще око й покликана нагадати людині про швидкоплинність життя.

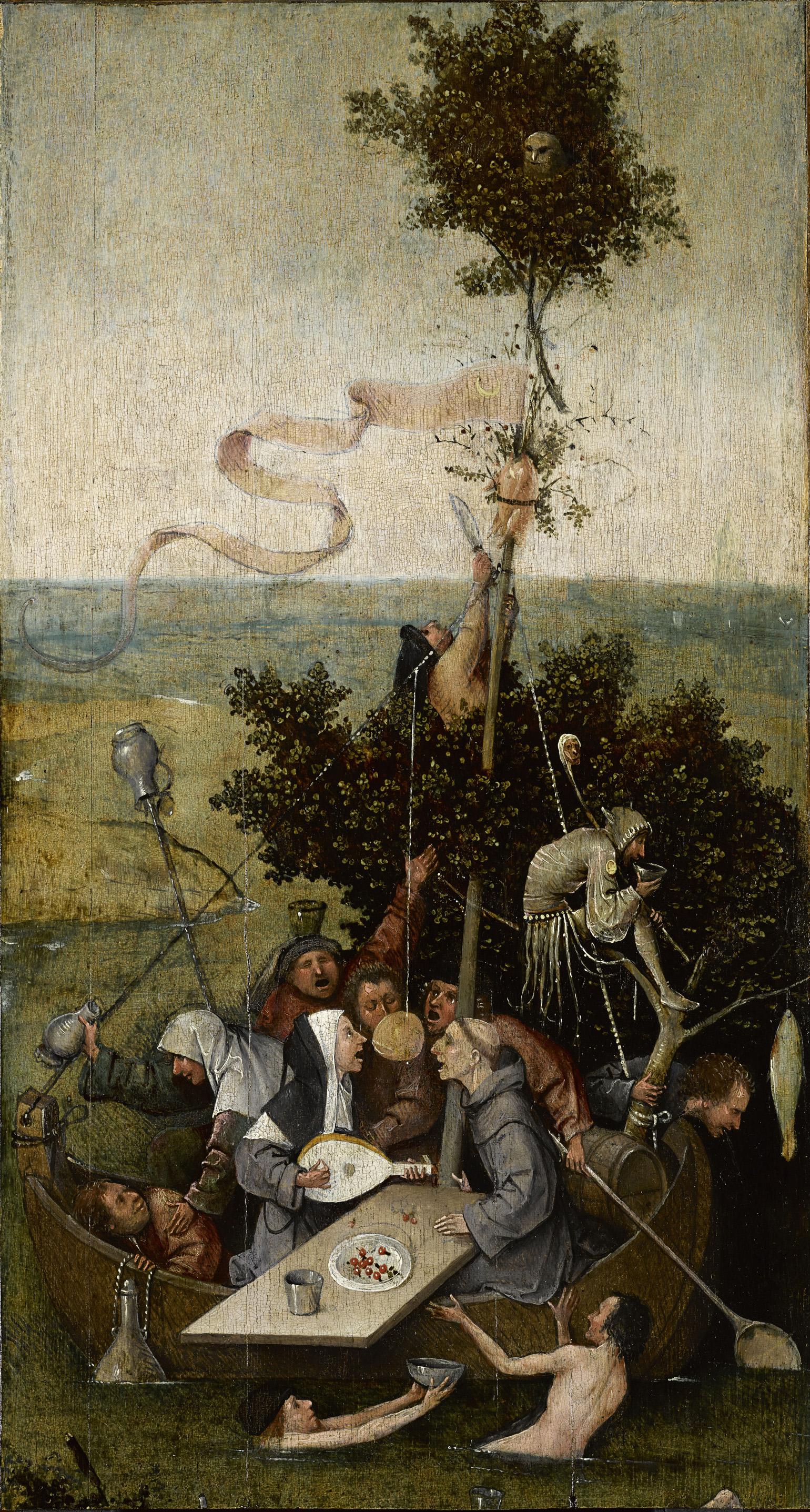
«Човен дурнів»

Цю роботу Філіп II Габсбург розмістив у своїй опочивальні.

#### «Човен дурнів»
Картина була верхньою частиною триптиха, що не зберігся. Вона була створена у 1495–1500 роках, розмір картини 58×33 см, тепер перебуває в Луврі, Париж.
Є зв'язок між картиною Босха й однойменною поемою німецького гуманіста Себастіана Бранта (1494, див. «Корабель дурнів (поема)»). Брант пропонував ідеї перебудування суспільства, що базується на застарілих політичних, економічних та моральних цінностях.
Човен був традиційним символом церкви, що веде душі людей до Царства Небесного. На картині зображено ченця й черницю, які співають пісні. Це символізує падіння моралі. На прапорі зображено не хрест Господній, а місяць, що символізує іслам, а отже — єресь та гріх. З кущів на нас дивиться сова — теж символ гріхопадіння.

### Середній етап творчості
Серед вцілілих робіт цього етапу — триптихи «Спокуса Святого Антонія», «Віз сіна», «Сад земних насолод», «Розіп'ята мучениця», «Страшний суд», а також роботи «Святий Іван Хреститель», «Святий Христофор», «Святий Іван на Патмосі», «Несення хреста», «Святі відлюдники», «Святий Ієронім».

#### «Віз сіна»

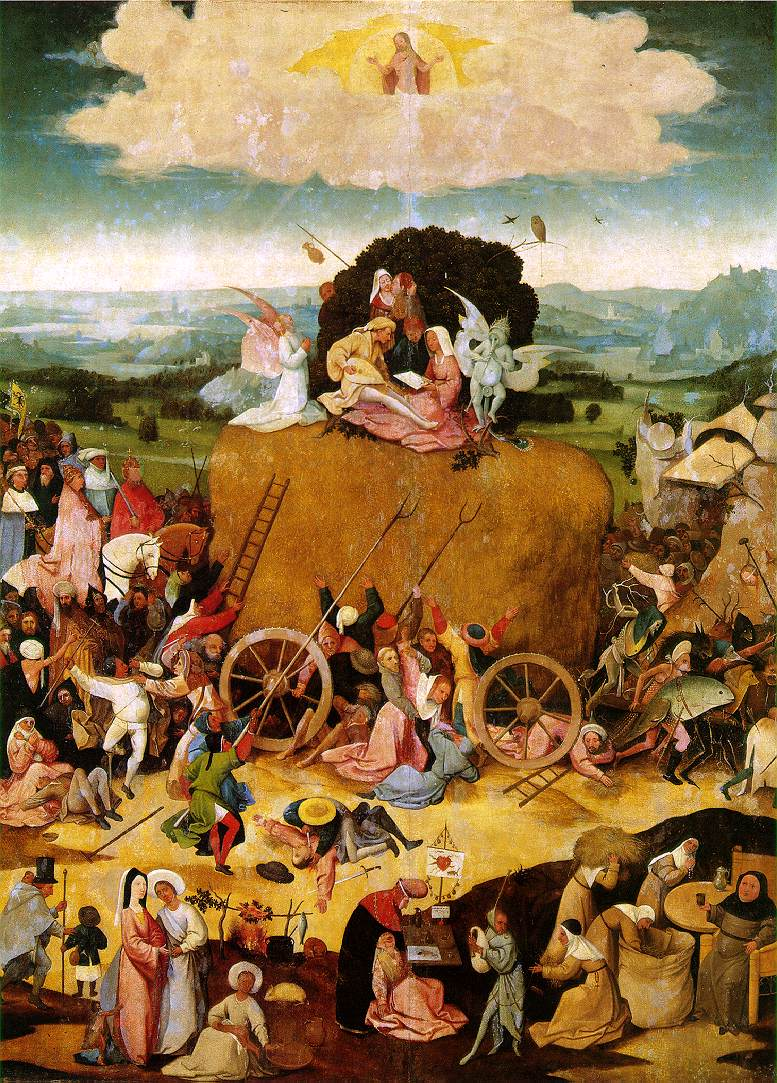
«Віз сіна»

Цю картину вважають за першу з великих сатирично-повчальних алегорій зрілого періоду Босха. Сюжет цієї картини — нідерландське прислів'я — «Світ — це віз сіна, і кожен намагається відхопити з нього, скільки зможе». Босх хотів цим сказати, що люди забули Божі настанови та живуть у гріхах.
На тлі безкрайого пейзажу за величезним возом прямує кавалькада. Серед її членів — імператор і Папа Римський. Зображено представників різних суспільних прошарків: селян, міщан, ченців. Вони хапають сіно, чубляться за нього, топчуть повалених. На це змарноване життя згори дивиться Христос у золотому сяйві. Ніхто, крім янгола, не помічає ані Сина Божого, ані того, що віз тягнуть демони. Священники, що йдуть за возом, не сперечаються за сіно, бо вважають, що воно й так належить їм. Їхній гріх — гордість. Ліворуч Босх малює хлопчика-поводиря, який веде за руку чоловіка, професійного жебрака… Той видає себе за сліпого, щоб видурювати гроші у довірливих вірян.

### Пізній етап творчості
До нього відносять такі роботи: «Увінчання терновим вінцем», «Поклоніння волхвів», «Несення хреста» (Гент), «Спокушення Святого Антонія» (Прадо — точно авторство Босха не встановлено), «Пекло й Потоп», «Блудний син».

### Босх і музика
Епоха Відродження була періодом навернення до насолод життя, до садів, музики. Повсюдно грають на старих і вигадують нові музичні інструменти. Босх наче йде всупереч і тут.
У картині «Пекло» триптиху «Сад земних утіх» впадають в око величезні музичні інструменти, що їх Босх подає як нові знаряддя тортур (розіп'ятий грішник на лютні, повішений грішник на струнах арфи, покарання музи́ки в середині барабана, що в нього б'є потвора). Осуду художника не уник навіть ганебно відтворений на дупі заблудлого нотний запис (винахід — геніальний), що його чавить велетенська лютня. Панівні ідеї доби відродження для Босха — ще не авторитет, хоча він сучасник Леонардо да Вінчі, Браманте, Джорджоне, Джованні Белліні, Дюрера.
У його картинах відкривається новий підхід до розв'язання задачі простору. У великих фантасмагоріях створено невизначений простір, в ньому безліч фігур створюють горизонтальні чи хвилясті ланцюжки, що утворюють єдиний передній план. У деяких картинах немає перспективи, але й там, де вона є, художник дивиться на зображений світ згори, що дозволяє дістати й відтворити панорамний образ.

## Загальний список творів
- 1475—1480 — «Операція глупоти», Прадо, Мадрид
- 1475—1480 «Сім смертних гріхів», Прадо
- 1475—1480 «Весілля в Кані Галілейській», Музей Бойманс ван Бенінгена, Роттердам
- 1475—1480 — «Фокусник» («Шарлатан»), Муніципальний музей в місті Сен-Жермен-ан-Ле
- 1480—1485 — «Ecce homo», Штедель, Франкфурт
- 1490 — «Видалення каменю глупоти», Прадо, Мадрид
- 1490—1500 — «Несення хреста», Музей витончених мистецтв, Гент
- 1495—1500 — «Човен дурнів», Лувр, Париж
- 1500—1502 — триптих «Віз сіна», Національний музей Прадо, Мадрид
- 1500—1503 — триптих «Розіп'ята мучениця», Палац дожів, Венеція
- 1500—1510 — триптих «Сад земних насолод», Прадо, Мадрид
- 1504 — триптих «Страшний суд», Академія образотворчих мистецтв, Відень
- 1504—1505 — «Святий Іван Хреститель», колекція Хосе Ласаро Гальдіано, Мадрид
- 1504—1505 — «Святий Христофор», Музей Бойманс ван Бенінгена, Роттердам
- 1504—1505 — «Блаженні й прокляті», Палац дожів
- 1504—1505 — «Святий Іван на Патмосі», Берлінська картинна галерея
- 1505 — «Несення хреста», Королівський палац, Мадрид
- 1505 — триптих «Відлюдники», Палац дожів, Венеція
- 1505 — «Святий Ієронім», Музей витончених мистецтв, Гент
- 1505—1506 — «Спокуса Святого Антонія», Національний музей старовинного мистецтва, Лісабон
- 1508—1508 — «Увінчання терновим вінцем», Національна галерея, Лондон
- 1508—1514 — «Пекло й Потоп», Музей Бойманс ван Бенінгена, Роттердам
- 1510 — «Увінчання терновим вінцем», монастир Сан-Лоренсо, Ескоріал
- 1510 — триптих «Поклоніння волхвів», Прадо, Мадрид
- 1510 — «Блудний син», Музей Бойманс ван Бенінгена, Роттердам

## Розуміння творчості
За життя творчість Босха високо цінували. Ймовірно, Лукас Кранах Старший приїздив до провінційного Гертогенбоса, щоб познайомитися з ним. Вельможними замовниками робіт Босха були король-консорт Кастилії Філіп I Вродливий і намісниця тогочасних Нідерландів Маргарита Австрійська. Для неї Босх створив відомий диптих «Спокуса Святого Антонія».
У хроніках «Братства Богородиці» (або «Братства Вільного Духу»), до якого належав Ієронім Босх, по смерті його називали «великим художником» («лат. insignis pictor»), в іншому документі «нід. seer vermaerd schilder».
Найбільшим шанувальником творчості Босха був король Іспанії Філіп II Габсбург, який придбав багато його картин. Дві з них він розмістив у власній опочивальні. Дарма що середньовічні символи, значення яких тепер утрачене, мали бути ясніші для сучасників художника, його роботи оцінювали як суперечливі й двозначні. За життя католицького короля творчість Босха не критикували, проте після смерті Філіпа ІІ, у роки посилення терору католицької церкви (Контрреформація), розгорілися суперечки, чи не був Ієронім Босх єретиком чи атеїстом. Учений монах Хосу де Сігуєнца у 1605 році в Мадриді виступив на захист художника з книжкою «Історія ордену св. Ієроніма». Він навів докази, що Босх детально зображав сюжети з Біблії, що було б неможливим для єретика.
Науковець Вільгельм Френгер наводить таку обставину: у першій половині XVII століття іспанський гуманіст, письменник Франциско Гомес де Кеведо захищався від звинувачення свого літературного супротивника в тому, що він продовжує справу безбожника Босха. Щоб довести свою непричетність до атеїзму, Кеведо у своєму творі «Сни» навіть помістив Босха в пеклі.
Новий етап у трактуванні творчості Босха настав у XIX столітті. У 1880-ті активно проводилася атрибуція картин (більшість із них Босх не підписував, як і багато середньовічних митців).
У XX столітті його роботи розцінювали з фрейдистських позицій (як зображення підсвідомих людських бажань і страхів). Американський мистецтвознавець Ервін Панофскі вважав, що ключ до загадки живопису Босха ще не знайдено.
Через чотири століття після його смерті, митці-сюрреалісти назвали Босха «почесним професором страхів», своїм предтечею. Засновники сюрреалізму вважали, що Босх зобразив картину всіх страхіть свого часу, втілив у життя фантасмагоричний світогляд кінця середньовіччя.
Існує безліч пояснень символів на картинах Босха.
1. Босх-алхімік.
Деякі науковці вважають, що Босх був близький із колом алхіміків, зображував їхні предмети (наприклад, права частина триптиха «Сад земних насолод»).
2. Босх — народний майстер, що висміював вади тогочасного суспільства.
Інші схильні бачити в Босху іронічного споглядача людського життя, який висміював вади тогочасного суспільства, критикував церкву (зображення ченців, священнослужителів, навіть Папи Римського на центральній частині триптиха «Віз сіна»). Б. Віппер поєднував творчість майстра з місцевим фольклором, з народними приказками, піснями. Босх — характерний представник «передового, демократичного напряму в нідерландському живописі початку XVI ст.» (1957). Від народних приказок і легенд походить сюжет робіт «Операція глупоти», «Віз сіна», «Човен дурнів».
3. Роботи Босха передають песимістичне ставлення автора до світу.
К. Єгорова вважала, що «для Босха характерне уявлення про світ як про царство зла, оселю диявольських сил… Трагічне світосприйняття висловлено в невеликих картинах з такою силою, що вони бентежать своєю майже патологічною нервозністю».
4. Босх належав до секти адамітів, які поширювали східнохристиянські релігійні знання й учення.
Вільгельм Френгер доводив, що один єретик, можливо сучасник Босха, Якоб ван Алмангін (у 1496 році хрестився й пристав до Братства Богородиці, проте згодом повернувся до юдаїзму) докладно пояснював митцеві, що треба зображувати на картинах.
5. Босх — ревний християнин.
Решта дослідників уважає, що Босх був ревним християнином, засуджував єретиків і алхіміків, зображував їхні знаряддя й посудини як символи гріховності й бісівських сил. Передусім виступав як популяризатор ідей братства Богородиці в Гертогенбосі.
Пітер Брейгель Старший свою кар'єру починав також з підробок Босха, і це були не просто копії під Босха. Він працював у художній майстерні, а ім'я Босх було дуже популярним у той час, набагато відомішим, ніж Брейгеля, тому він виготовляв офорти та гравюри, які підписував ім'ям Босх.

### Галерея

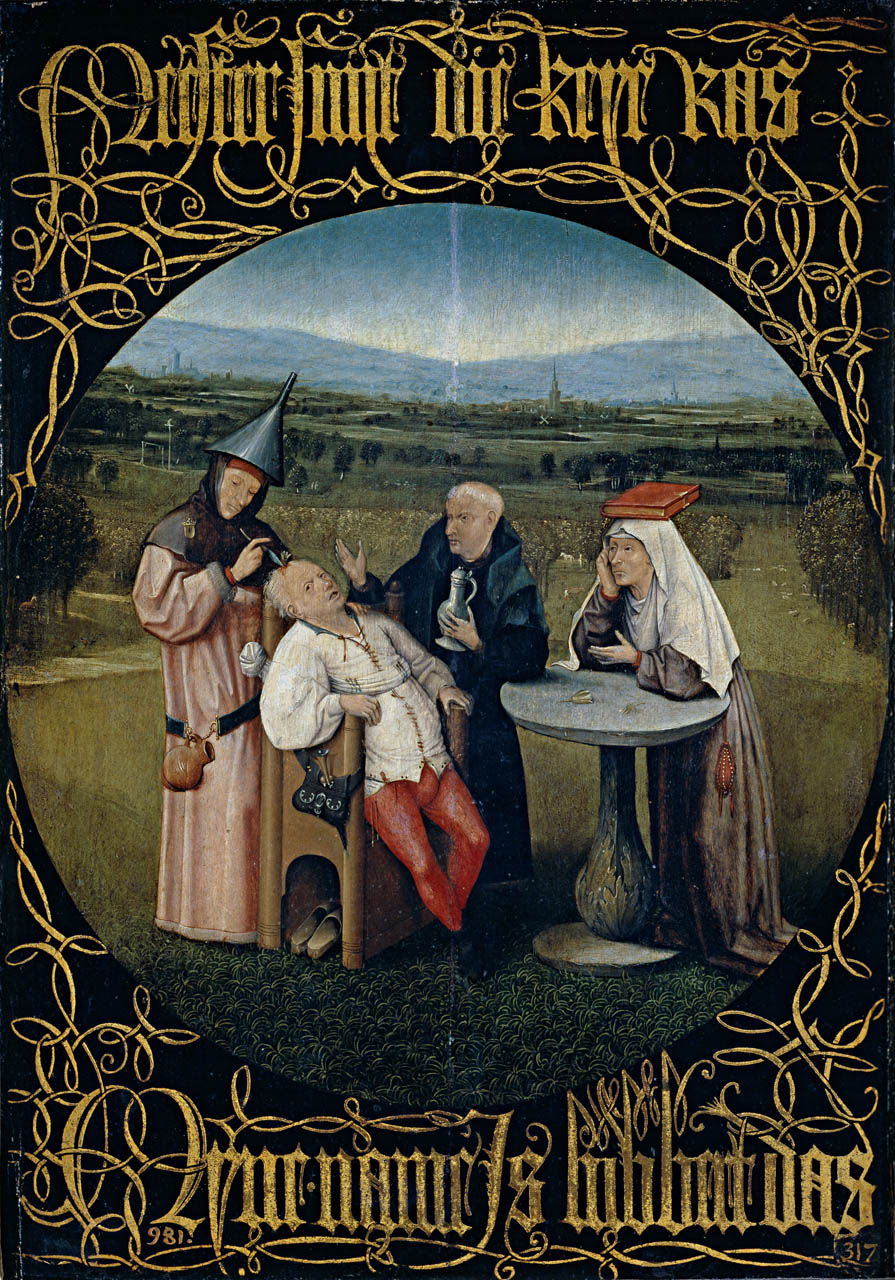
Видалення каменю глупоти. 1475—1480. Національний музей Прадо
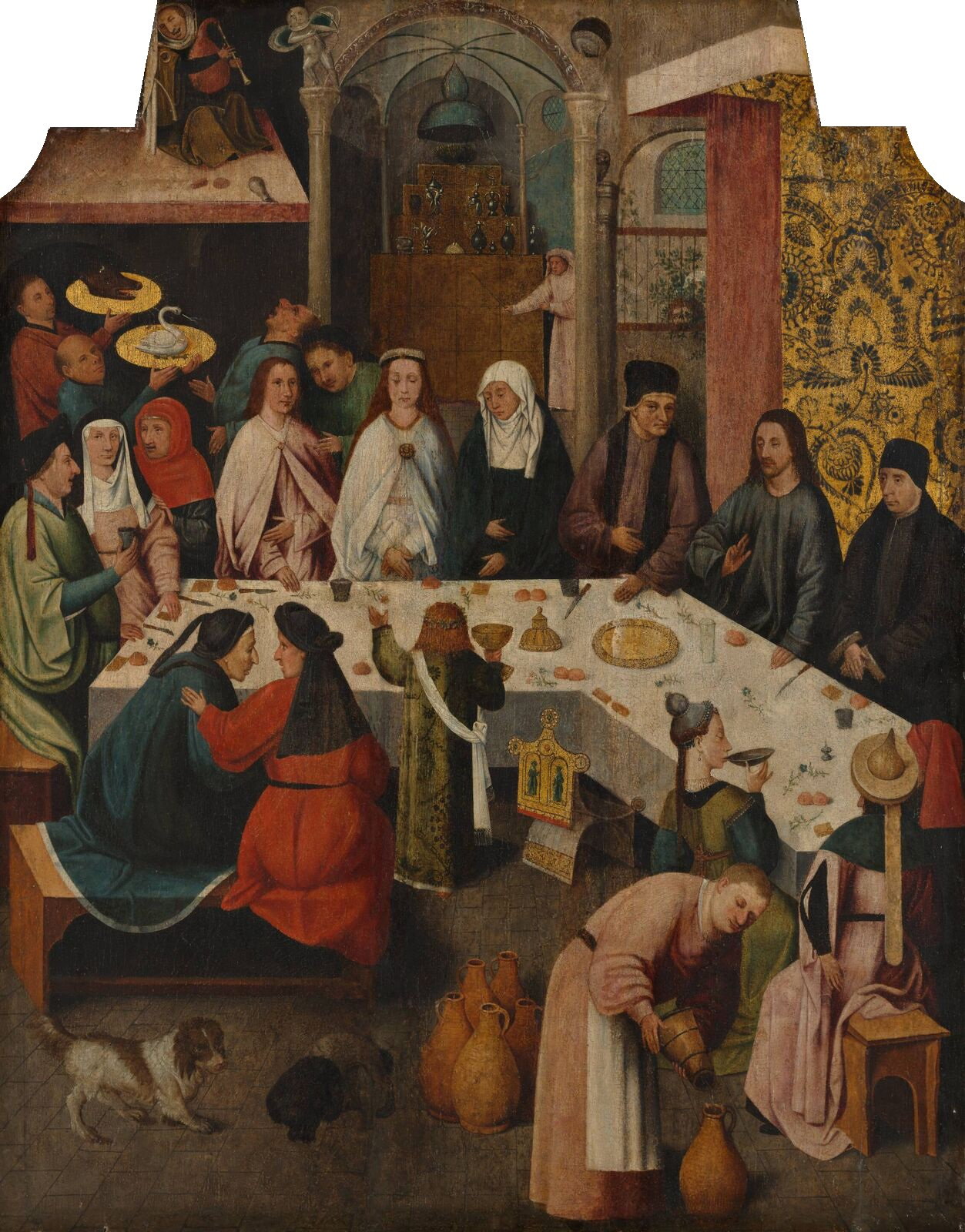
Весілля у Кані Галілейській. Музей Бойманса — ван Бенінгена. Роттердам
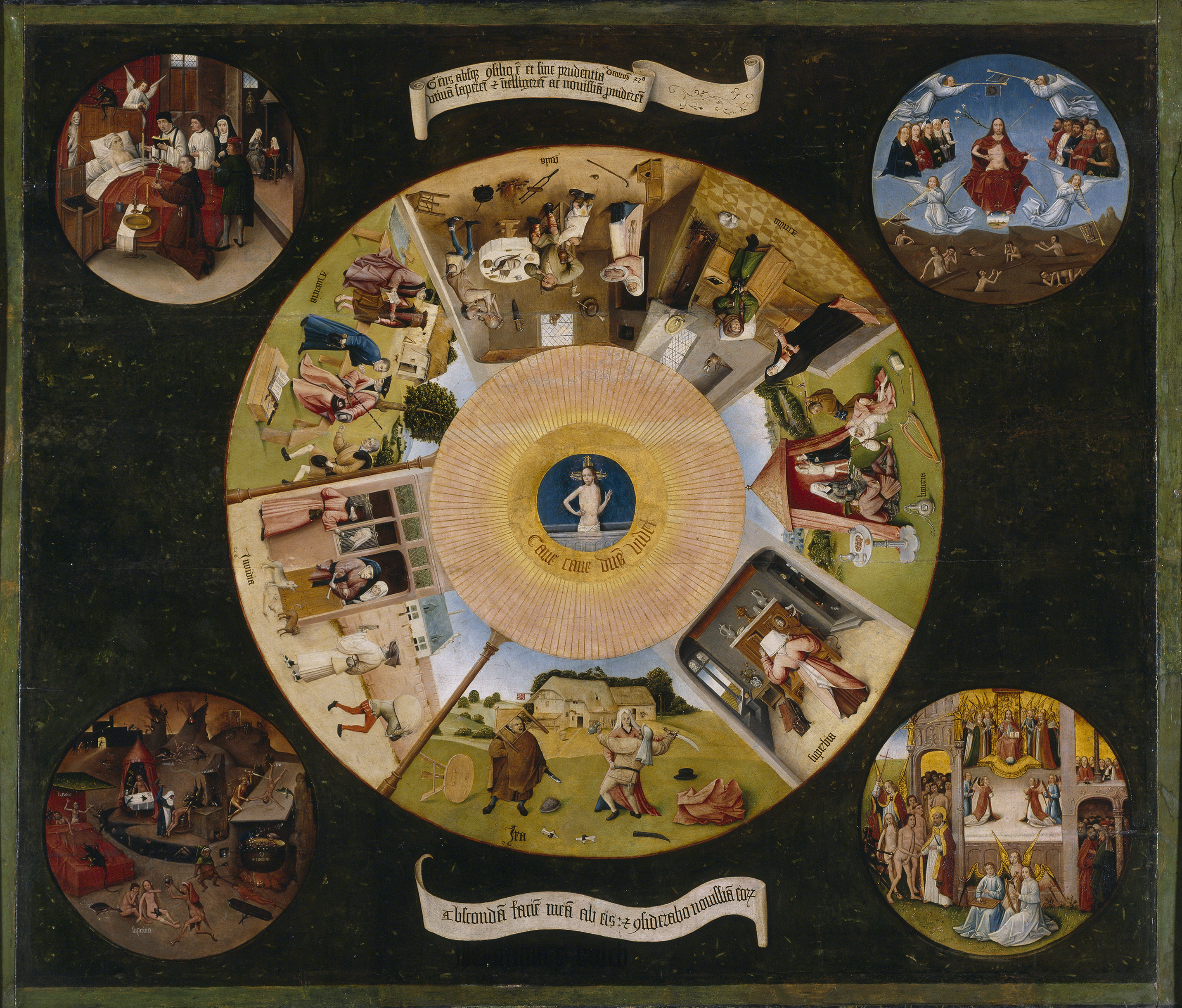
Сім смертних гріхів та чотири останні речі. 1475—1480. Національний музей Прадо
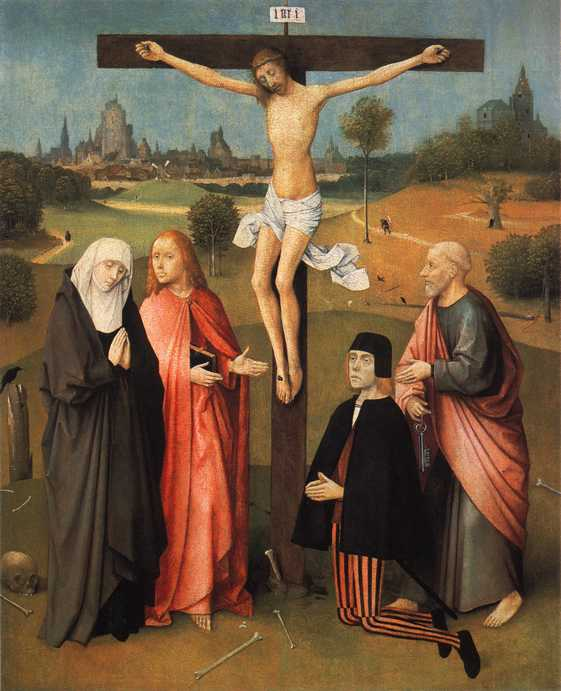
Розп'яття з донатором. 1480—1485. Королівські музеї витончених мистецтв. Брюссель
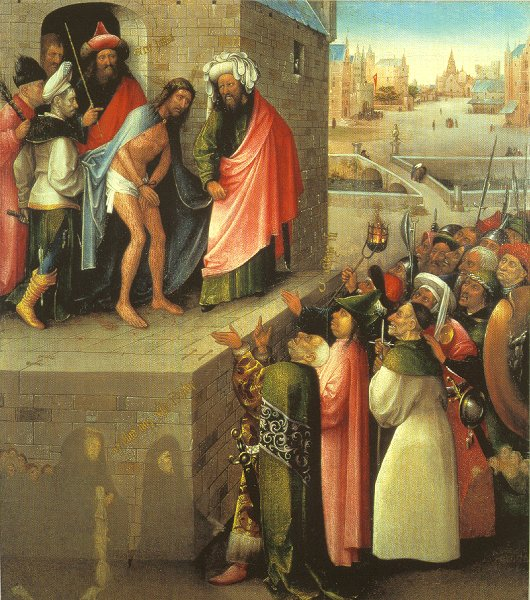
Ecce Homo(інші мови). 1480—1485. Штедель. Франкфурт
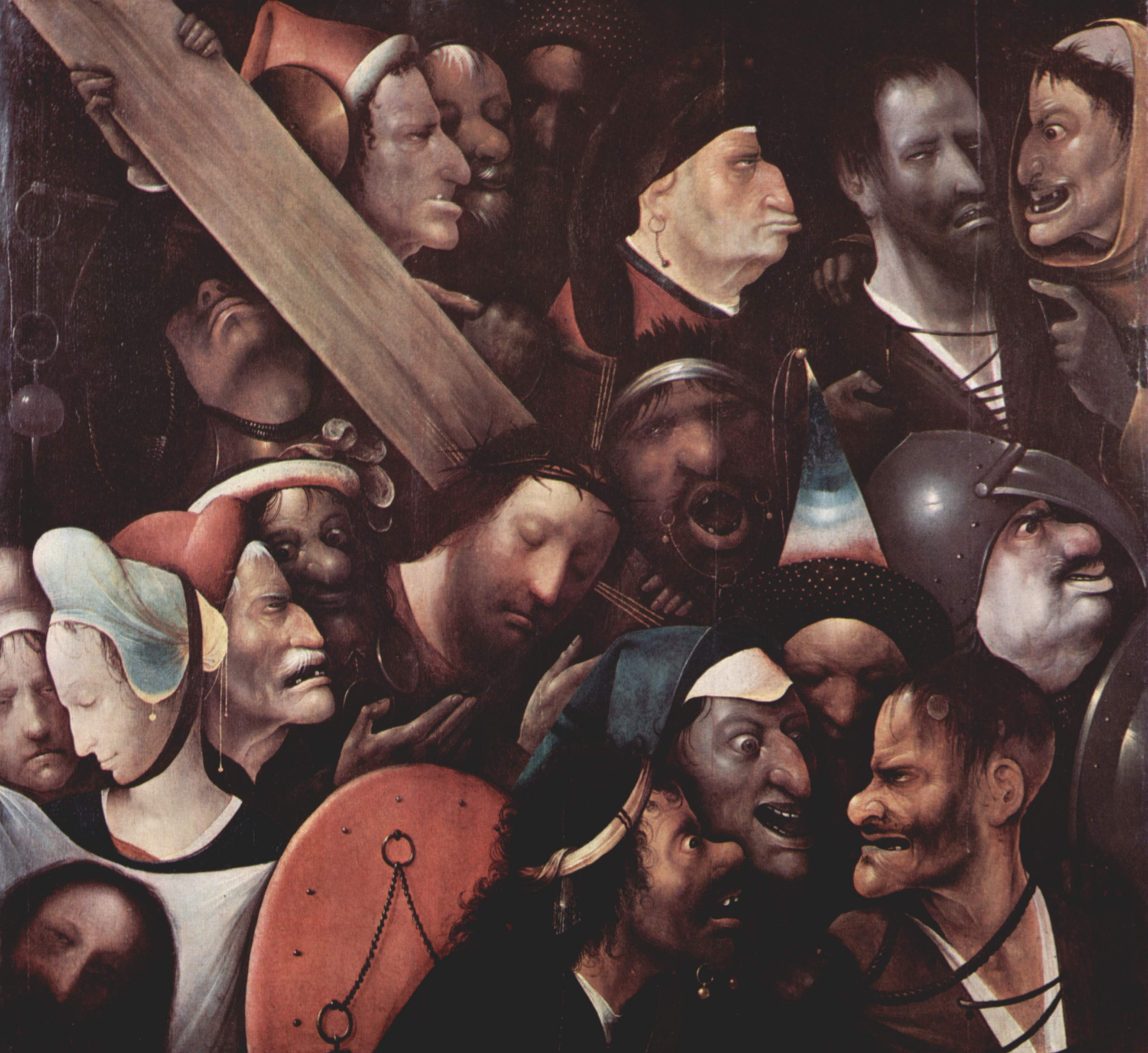
Несення хреста. 1490—1500. Музей витончених мистецтв. Гент
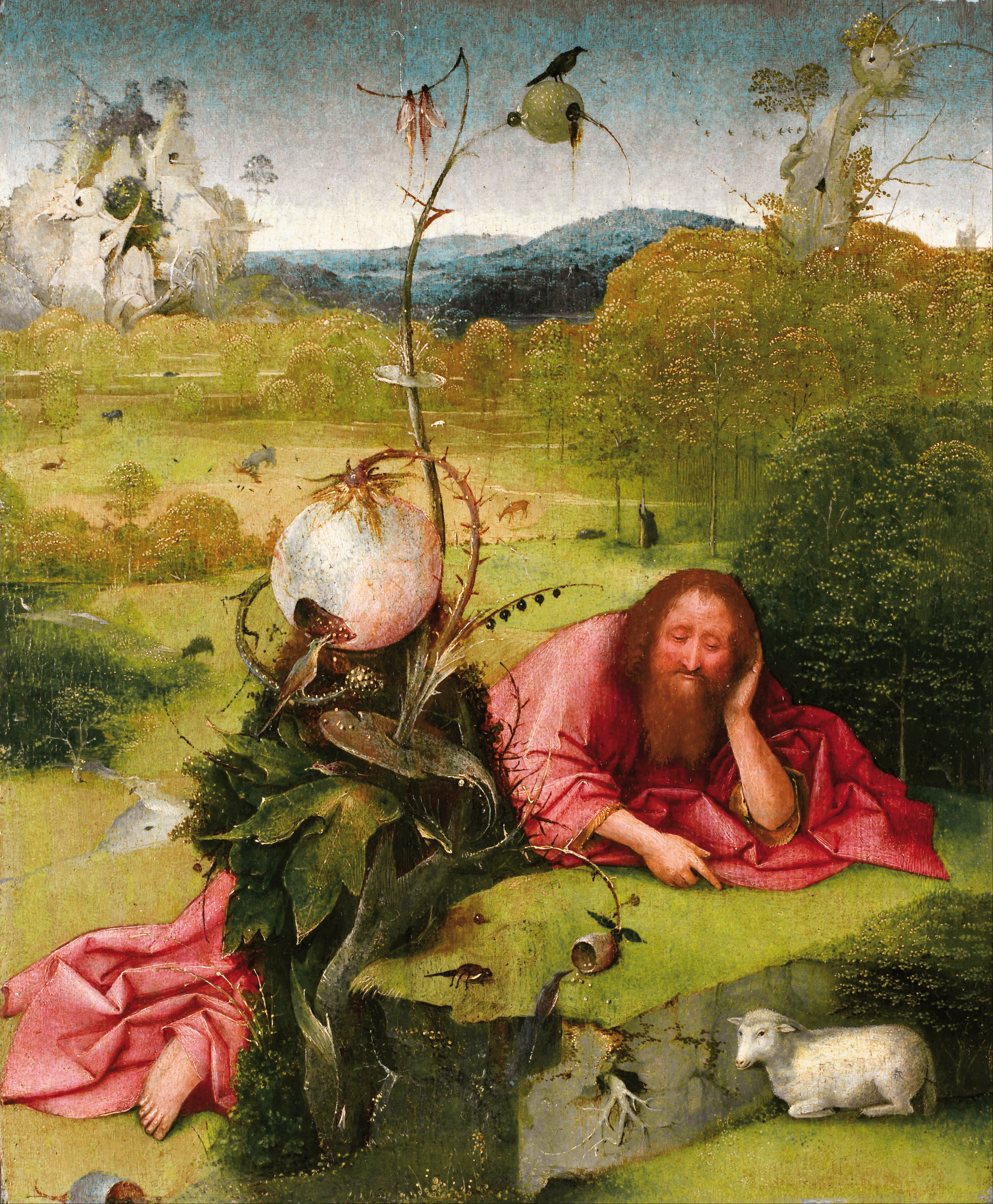
Святий Іоанн Хреститель у пустелі. 1504—1505. Зібрання Хосе Лазаро Гальдіано. Мадрид
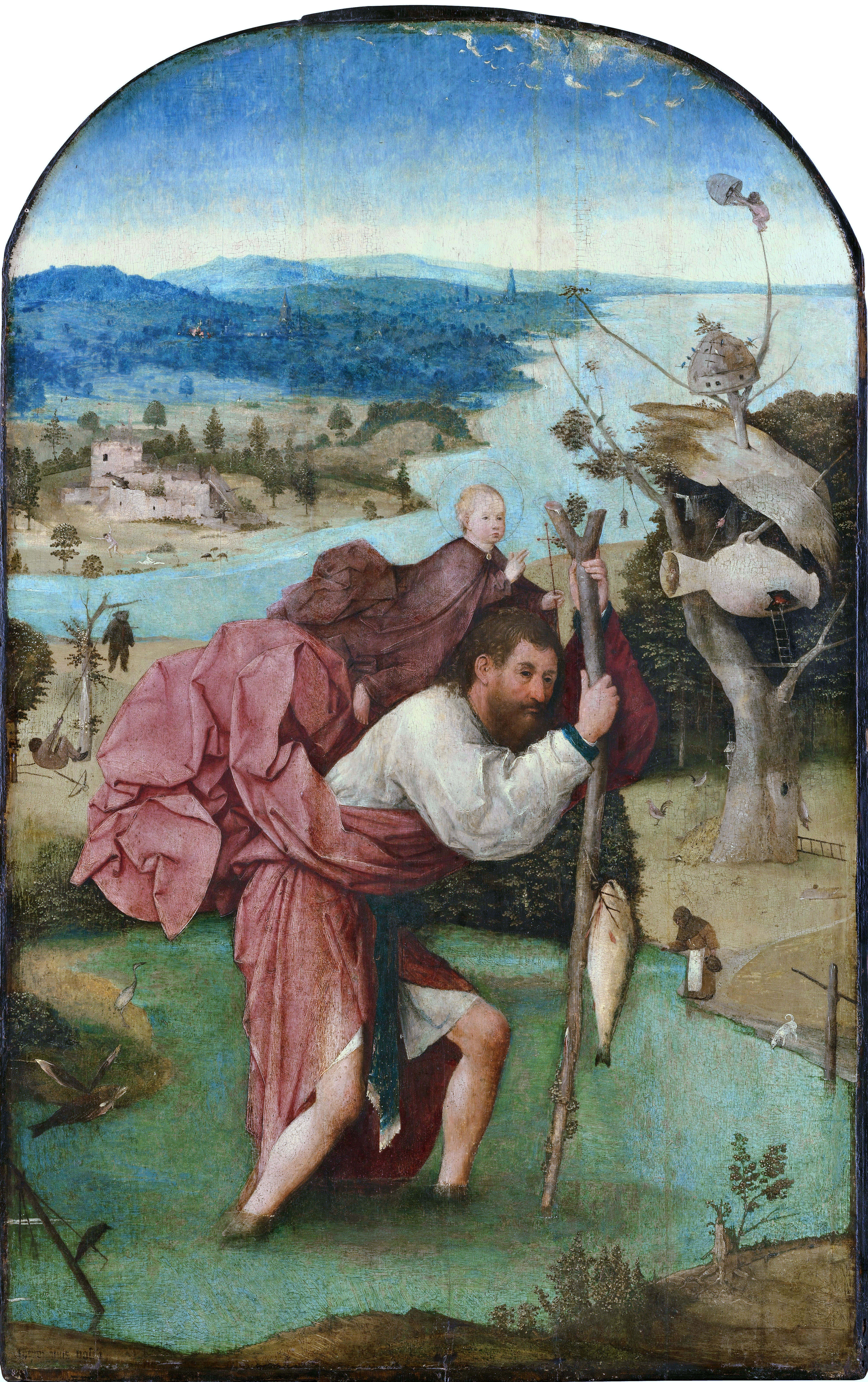
Св. Христофор(інші мови). 1504—1505. Музей Бойманса — ван Бенінгена. Роттердам
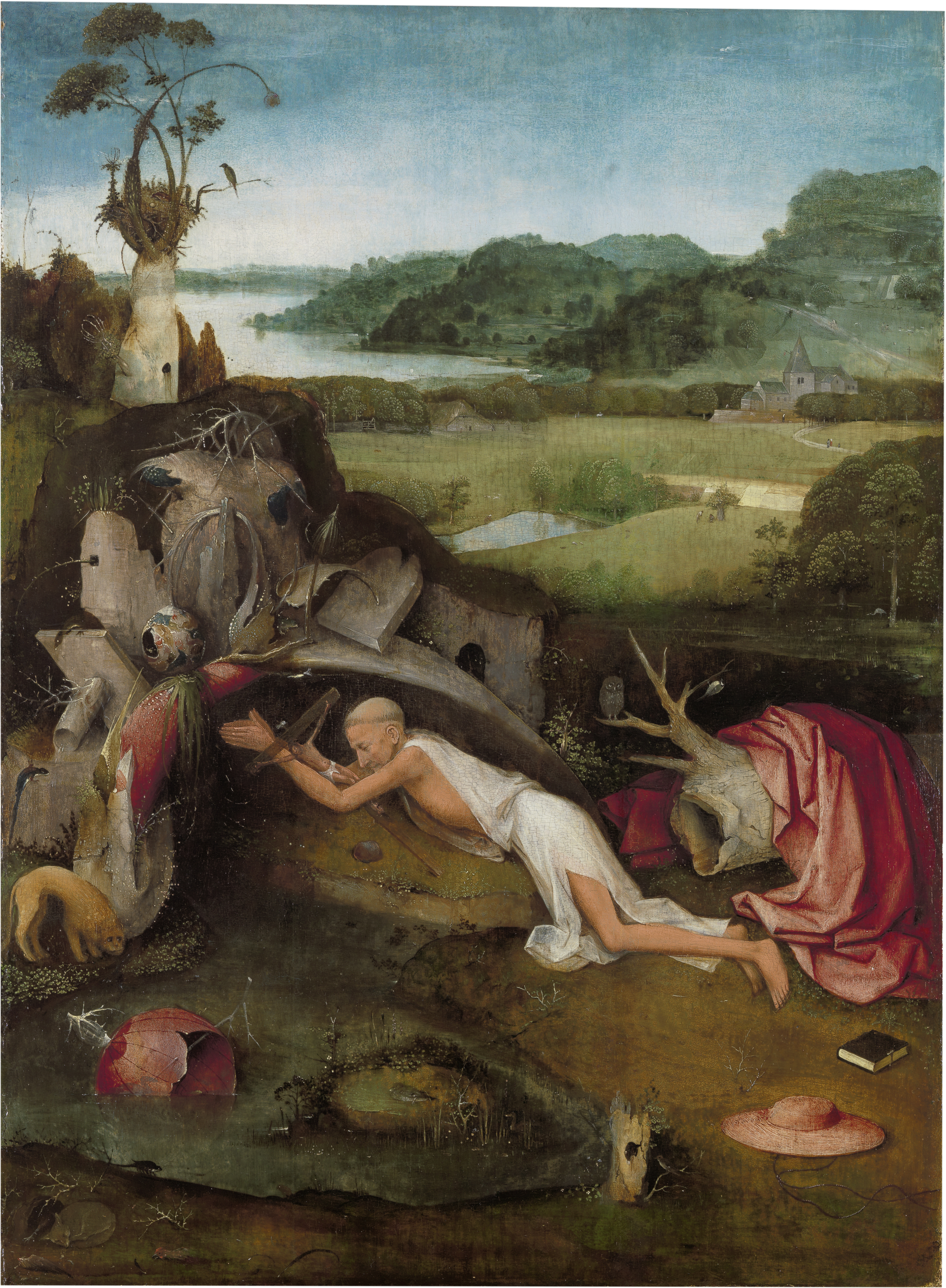
Св. Ієронім за молитвою. близько 1505. Музей витончених мистецтв. Гент
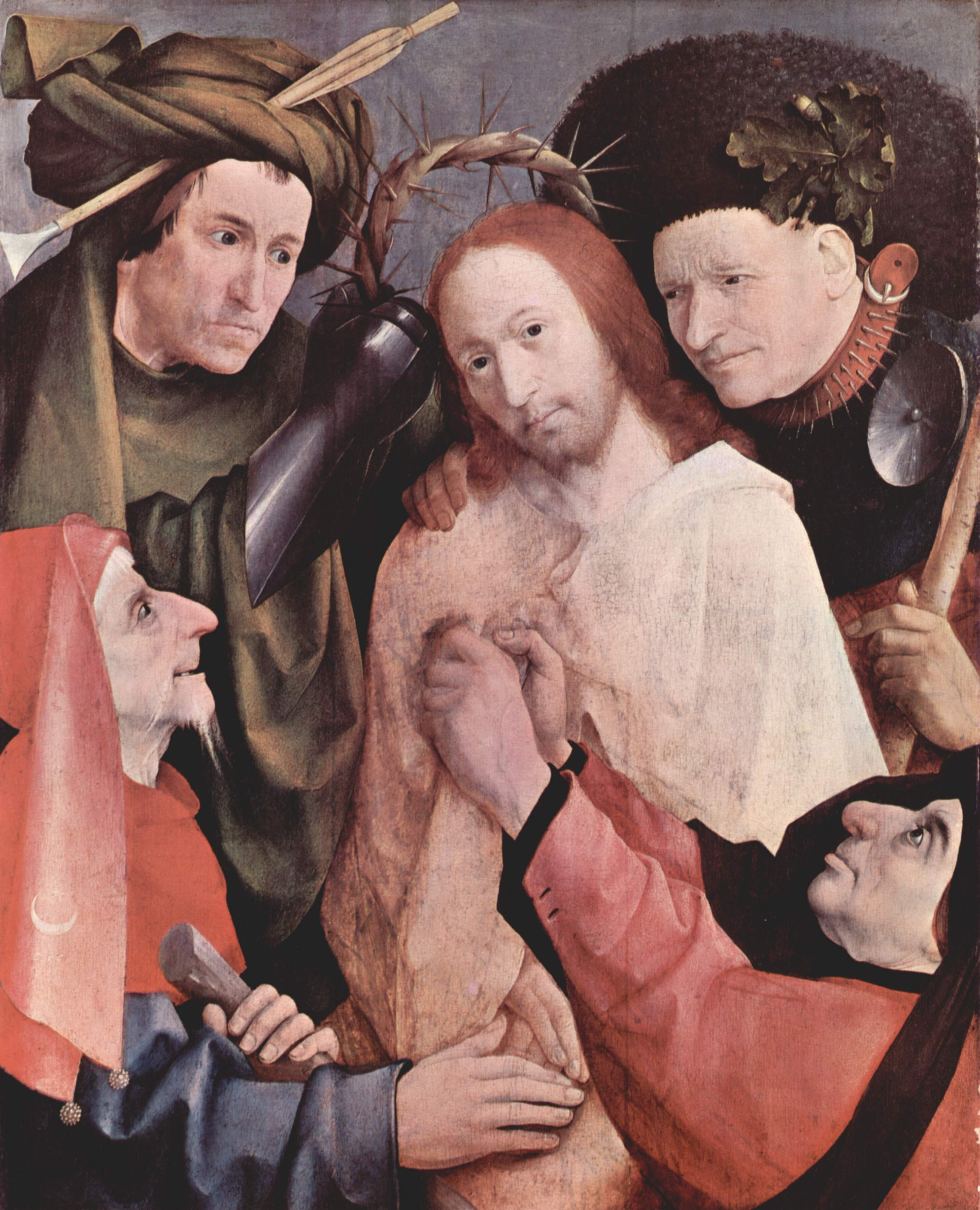
Увінчання терновим вінком. 1508—1509. Національна галерея. Лондон
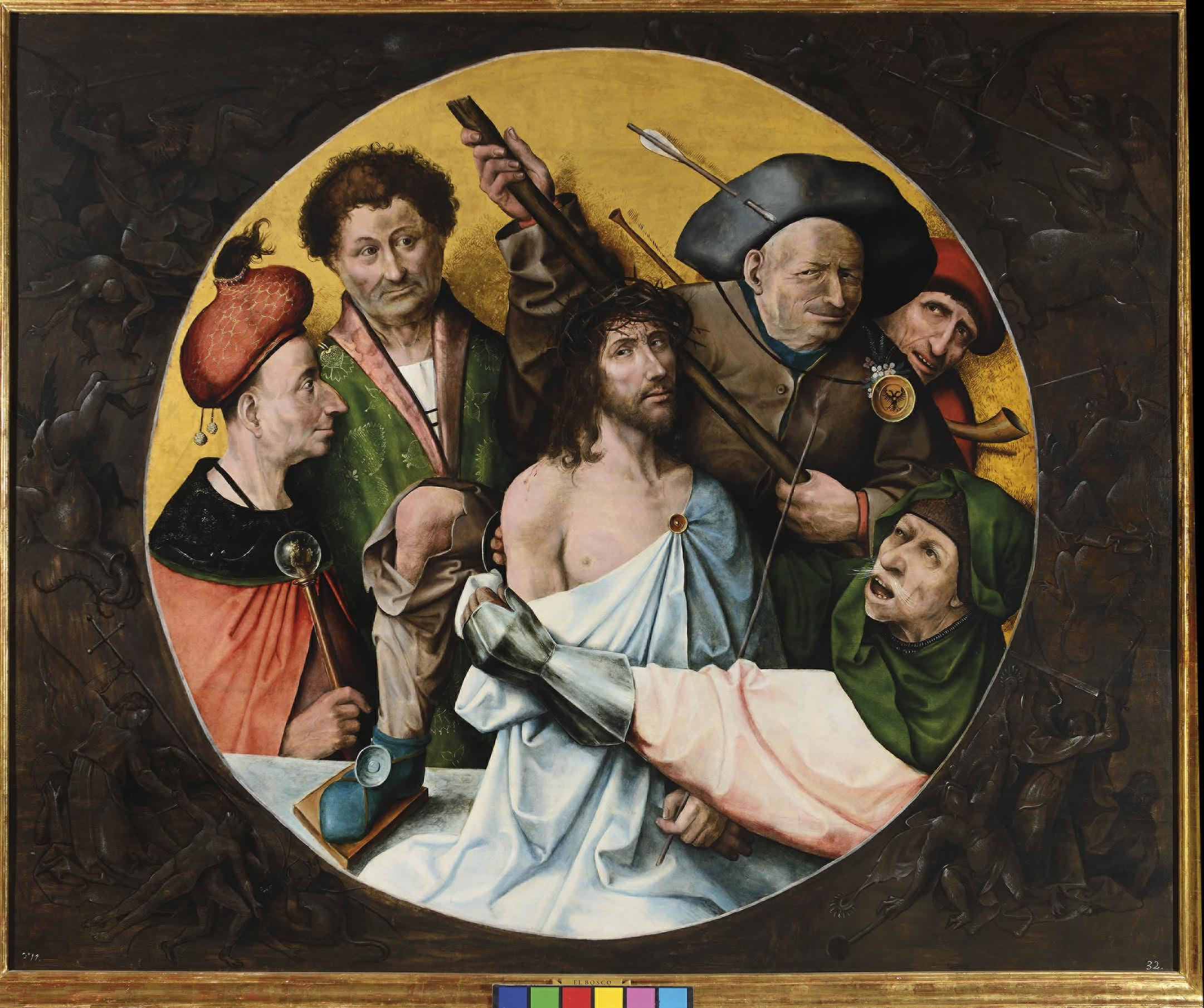
Увінчання терновим вінком. бл. 1510. Монастир Сан-Лоренсо. Ескоріальський монастир
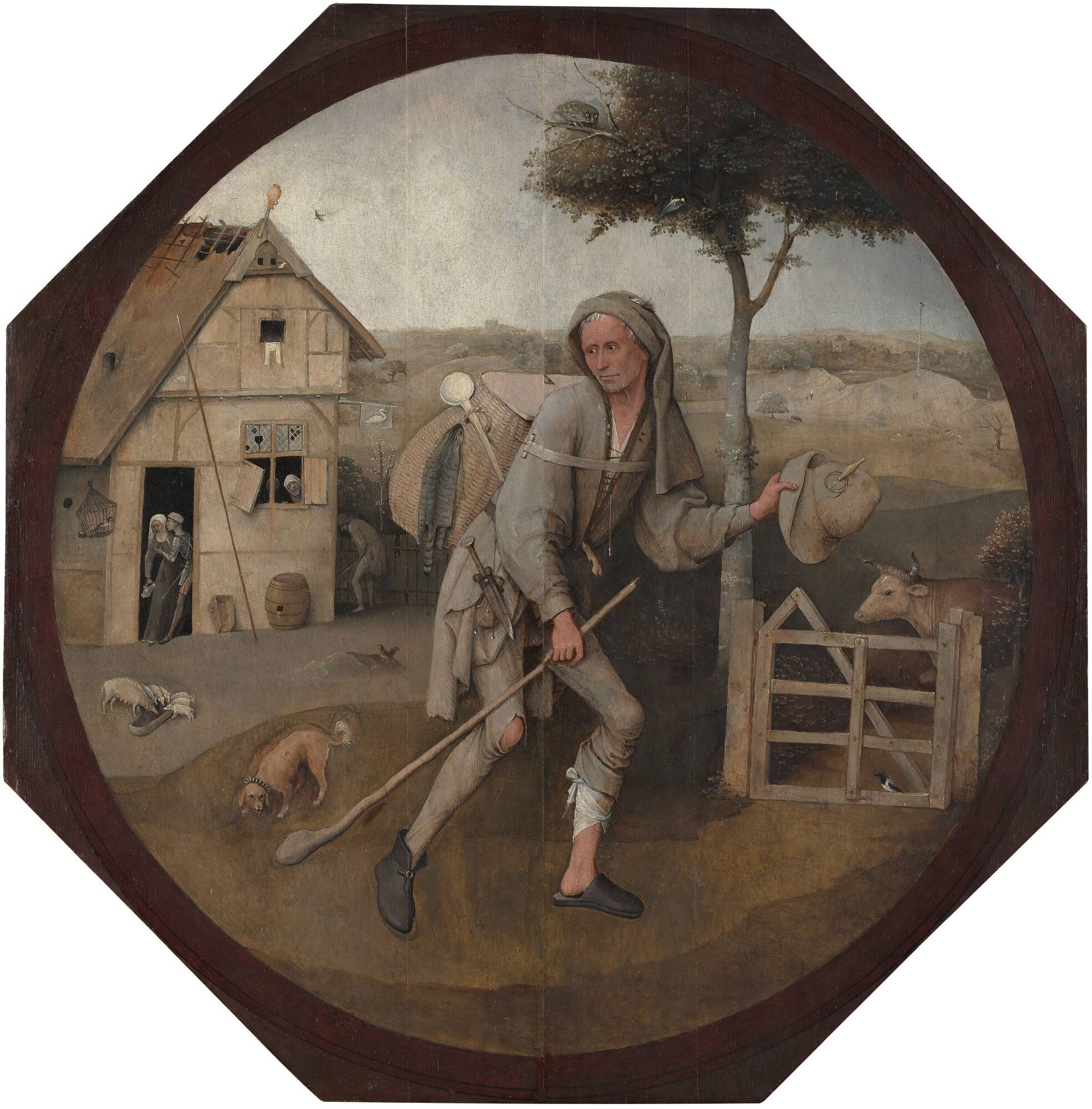
Блудний син. бл. 1510. Музей Бойманса — ван Бенінгена. Роттердам